# Race of Champions (videojuego)
Race of Champions es un videojuego de carreras desarrollado y publicado por Invictus Games para iOS y Android.

## Jugabilidad
Race of Champions es un evento de carreras anual en el que algunos de los mejores pilotos del mundo compiten cara a cara en autos idénticos. Esta adaptación de la competición para dispositivos móviles se juega desde una perspectiva en tercera persona y se puede jugar con diferentes configuraciones de control. La aceleración puede ser automática o manual y el automóvil se puede dirigir con controles de inclinación y dos tipos de control táctil. El jugador también puede optar por activar diferentes niveles de dirección y asistencia de frenado. Aunque la perspectiva principal es en tercera persona, la cámara también se puede cambiar a una vista de capó o frontal.
Hay tres modos de juego diferentes disponibles. El modo principal es el campeonato en el que el jugador comienza con una fase de clasificación, luego pasa a una fase de grupos antes de llegar a las semifinales y la gran final. Para cada carrera del campeonato se utilizan diferentes coches. Cuando termina el campeonato, el jugador recibe puntos de prestigio por cada carrera ganada. Al ganar campeonatos, el jugador desbloquea nuevos autos y pistas de carreras. Estos se pueden usar en el modo de desafío de tiempo donde el jugador compite contra el tiempo de otro jugador. Un coche fantasma muestra la actuación del otro jugador. Finalmente, está el modo duelo donde el jugador compite contra otro jugador con el objetivo de adquirir puntos de prestigio. Para tener éxito, el jugador tiene que ganar dos de tres carreras, con autos diferentes y cambiando de carril cada vez.